# Ship Bottom
Ship Bottom és una població dels Estats Units a l'estat de Nova Jersey. Segons el cens del 2007 tenia 1.439 habitants.

## Demografia
Segons el cens del 2000, Ship Bottom tenia 1.384 habitants, 664 habitatges, i 395 famílies. La densitat de població era de 763,4 habitants/km².
Dels 664 habitatges en un 14,3% hi vivien nens de menys de 18 anys, en un 47,3% hi vivien parelles casades, en un 8% dones solteres, i en un 40,4% no eren unitats familiars. En el 35,8% dels habitatges hi vivien persones soles el 17% de les quals corresponia a persones de 65 anys o més que vivien soles. El nombre mitjà de persones vivint en cada habitatge era de 2,08 i el nombre mitjà de persones que vivien en cada família era de 2,65.
Per edats la població es repartia de la següent manera: un 14,8% tenia menys de 18 anys, un 5,9% entre 18 i 24, un 22,7% entre 25 i 44, un 29,7% de 45 a 60 i un 26,9% 65 anys o més.
L'edat mediana era de 50 anys. Per cada 100 dones de 18 o més anys hi havia 94,2 homes.
La renda mediana per habitatge era de 42.098 $ i la renda mediana per família de 60.417 $. Els homes tenien una renda mediana de 36.382 $ mentre que les dones 28.958 $. La renda per capita de la població era de 27.870 $. Aproximadament el 4,1% de les famílies i el 8,2% de la població estaven per davall del llindar de pobresa.

## Poblacions més properes
El següent diagrama mostra les poblacions més properes.